# Rene Paul Chambellan
Rene Paul Chambellan (Hoboken, 15 september 1893 – Jersey City, 29 november 1955) was een Amerikaans beeldhouwer. 
Chambellan studeerde aan de École des Beaux Arts en de Académie Julian in Parijs en met Solon Borglum in New York. Chambellan was gespecialiseerd in architecturale beeldhouwwerken. Hij was een van de belangrijkste vaklieden van wat toen de Moderne Franse Stijl heette, later Zig-Zag Moderne en Art deco.
- Library of Congress Control Number: no98076157
- SNAC: w6x782pf
- Union List of Artist Names: 500052983
- Virtual International Authority File: 96033593
- WorldCat: E39PBJqVYrDr8v4dhJWR7xMF8C